# Alchemilla coriacea
Alchemilla coriacea es una especie fanerógama perteneciente a la familia Rosaceae.

## Descripción
Es una planta herbácea perenne que alcanza los 50 cm de altura, pecíolos de las hojas de la roseta
ascendentes, con 7-12 entrenudos, glabros o rara vez con pelos. Hojas de la roseta con el limbo coriáceo de 3 a 14 cm de ancho, desde forma de riñón (reniforme) a circular. Hojas con lóbulos (9 - 13) con dientes algo pelosos, ovados, rara vez triangulares. Con el haz de un azul-verdoso claro. Estípulas de 20-40 mm con aurículas con el ápice de agudo a redondeado, libres entre sí. flores terminales, pseudoumbeladas de verdes a amarillas. Sépalos glabros. Estambres con filamentos de 0,3-0,7 mm, con frecuencia ensanchados en la base. Fruto aquenio de aprox. 1,5 mm.
CorologíaOrófita alpina
Distribución
Distribuidas por montañas del sureste de Europa: península ibérica, Macizo Central y Macizo del Jura y Alpes occidentales
Hábitat
Márgenes de arroyos y manantiales, prados húmedos; en sustrato silíceo o calizo; 550-2350 m.

## Taxonomía
Alchemilla coriacea fue descrita por Buser in Bull. Soc. Dauphin. Échange Pl. ser. 2, 3: 108-109 (1892)
Sinonimia
- Alchemilla vulgaris subsp. coriacea (Buser) Camus
- Alchemilla vulgaris subsp. coriacea Buser
- Alchemilla vulgaris var. coriacea (Buser) Briq.
- Alchemilla vulgaris var. typica